# 兰溪青年公园

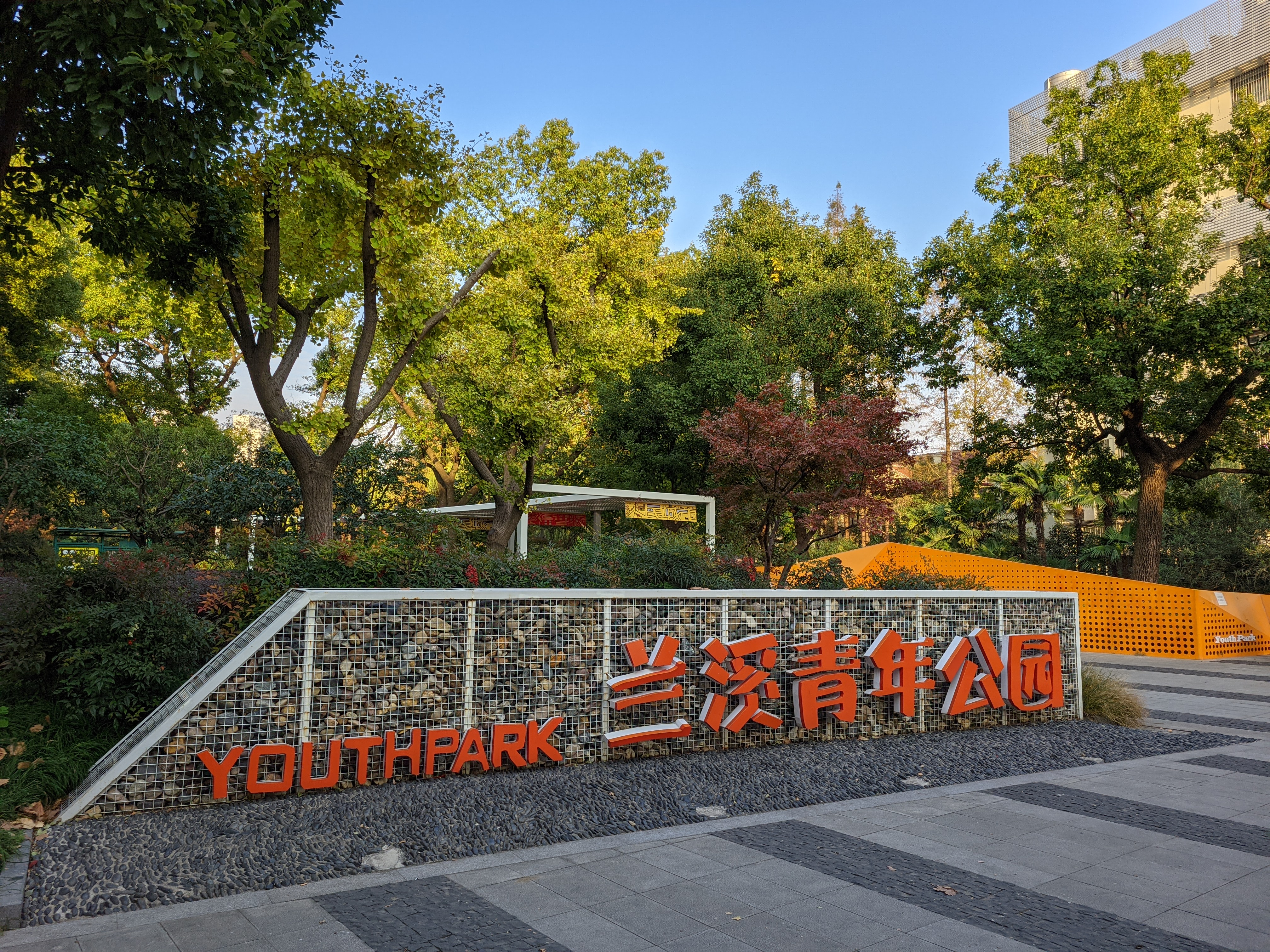
兰溪青年公园

兰溪青年公园是位于中華人民共和國上海市普陀區的一個公園，它西临兰溪路，东至花溪路，南邻曹杨一村，北至上海市普陀区中心医院，曹杨新村环浜穿過公園南部。截至1995年，該公園面积1.26万平方米。

## 歷史
兰溪青年公园當地原是虬江北岸的农田和墳地。1957年，共青团上海市普陀区委员会发动青年将此地辟建为共青果园。1958年，共青果园划归上海市普陀区绿化办公室管理，之後該地不作為果園用途，而是在裡面培育树苗。1965年前后更名普陀区共青苗圃。1980年，园北1666.5平方米土地劃給上海市普陀区中心医院。1981年，上海市普陀区人民政府规划建设曹杨新村环浜绿化带，當地就被列入曹杨新村环浜绿化带規劃中。1982年，當局又决定在此地建设公园，上海市园林管理局负责总体规划及绿化设计，常熟杨园花草公司負責建設。公園於1984年5月1日落成开放，公園名字來自兰溪路以及公園前身共青果园。1986年，曹杨新村环浜南岸1000余平方米的绿地划归公园，同時當局在公園南部建造了围墙，還建造了水榭、石拱桥和園內道路，又调整了园艺布局。
2017年，上海市普陀区绿化市容局开始对该公园进行改造。2018年6月，公園改造完成。公园拆除了原有的围墙和大门，而且成为全敞开式公园，並且具有5个出入口。兰溪青年公园也成為上海市普陀区首座24小时开放的公园。